# Ivar Anderson
Axel Ivar Anderson, född 22 januari 1891 i Kalmar, död 19 april 1980 i Täby, var en svensk politiker och tidningsredaktör.

## Biografi
Efter studentexamen i Kalmar 1909 började Anderson vid Uppsala universitet där han tog filosofie kandidat-examen 1911, blev filosofie licentiat 1913 och filosofie doktor i historia 1917 på en doktorsavhandling om inrikespolitiken under Karl XIV Johans tid.
Under studietiden var han medarbetare i Stockholms Dagblad. Åren 1917–1930 var Anderson huvudredaktör för Östgöta Correspondenten och därefter huvudredaktör och huvudägare av Östergötlands Dagblad fram till 1940.
Anderson kandiderade för att bli partiledare för Högerpartiet 1935 men förlorade med mycken liten marginal partiledarstriden mot Gösta Bagge. Han var vid denna tid högerns skatteexpert i riksdagen.
Anderson rekryterades som den förste chefen för Industriens Utredningsinstitut (IUI), när institutet startade sin verksamhet 1 februari 1939. Han avsåg från början att inte stanna länge på IUI-posten, utan väntade på ett redaktörsjobb på Svenska Dagbladet, dit han gick över 1 juli 1940, då han blev tidningen huvudredaktör (chefredaktör 1952–1955).
Anderson hade även en stor mängd förtroendeuppdrag: ordförande i Sveriges Nationella Ungdomsförbund 1931, ledamot av Högerns partistyrelse 1935–1949, ledamot av andra kammaren 1925–1940, ledamot i första kammaren 1941–1948, delegat vid Nationernas Förbund 1936–1938, ordförande i Publicistklubben 1944–1948, vice ordförande i Radiotjänst för att endast nämna ett fåtal. Han var även styrelseledamot i Samfundet Nordens Frihet 1940–1941.
Han gifte sig 1914 med Märta Helena Elfverson (1891–1977) och de fick fem barn: Ingrid (1915–1991), som en tid var gift med skådespelaren Curt Masreliez, Hans (1918–2004), Bengt (1920–1996), Ingegerd (1922–1999) och Nils Elvander (1928–2006), som blev professor i nationalekonomi och statsvetenskap.
Ivar Anderson är begraven i familjegrav på Södra kyrkogården i Kalmar.